# Westfalenstadion
El Westfalenstadion, també anomenat per patrocini Signal Iduna Park (pronunciació alemanya: [vɛstˈfaːlnˌʃtaːdi̯ɔn] ( escolteu-ho)) o BVB Stadion Dortmund en els partits de la UEFA, és un estadi de futbol que se situa a la ciutat de Dortmund, a l'estat federat de Rin del Nord-Westfàlia, a l'oest d'Alemanya. És la seu habitual del Borussia Dortmund. Amb les torres de suspensió grogues, l'estadi és un símbol de la ciutat Dortmund.
El Signal Iduna Park va ser reconstruït per a ser una de les seus de la Copa del Món de Futbol 2006, convertint-se així en l'estadi de futbol més gran d'Alemanya. Té una capacitat per a 81.365 espectadors en competicions domèstiques, i 65.829 en partits internacionals.
L'arquitectura externa del Signal Iduna Park està composta de vuit pilars de subjecció grocs, de 62 metres d'altura. La resta de l'estructura és d'acer.

## Història

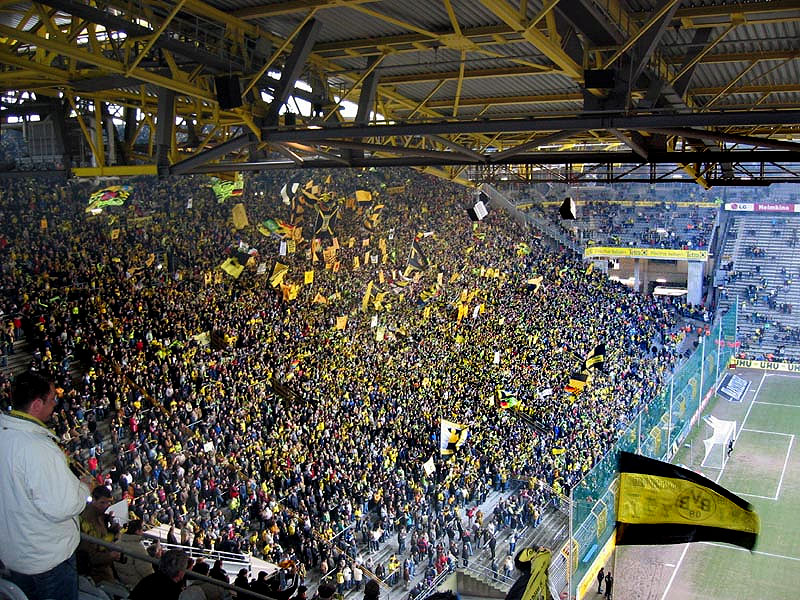
Sector sud del Signal Iduna Park durant un partit del Borussia Dortmund

Va ser construït com a seu de la Copa del Món de Futbol de 1974, i inaugurat el 2 d'abril d'aquell any amb el nom de Westfalenstadion (en català: "Estadi de Westfàlia"). La societat Westfalenstadion Dortmund GmbH va vendre els drets del nom de l'estadi a l'empresa d'assegurances Signal Iduna, des de l'1 de desembre de 2005 fins al 30 de juny de 2011. Així, l'estadi va passar a anomenar-se Signal Iduna Park.
Durant el desenvolupament de la Copa del Món de la FIFA 2006 va passar a anomenar-se Estadi de la Copa del Món de la FIFA de Dortmund (en alemany: FIFA WM-Stadion Dortmund), ja que la FIFA no permet cap mena de publicitat en el nom dels estadis. També durant aquest torneig la capacitat de l'estadi va ser reduïda a 66.981 espectadors per motius de seguretat.